# Akito Watabe
Akito Watabe (jap. 渡部 暁斗, Watabe Akito; * 26. Mai 1988 in Hakuba) ist ein japanischer Nordischer Kombinierer. Er gewann in der Saison 2017/18 den Gesamtweltcup, bei dem er außerdem noch viermal den zweiten und dreimal den dritten Rang belegte. Bei Olympischen Spielen gewann er zwei Silbermedaillen in den Einzeldisziplinen.

## Werdegang
Akito Watabe begann seine internationale Karriere 2005 im B-Weltcup der Nordischen Kombination – dem späteren Continental Cup – und nahm an der Junioren-Weltmeisterschaft 2005 im finnischen Rovaniemi teil und erreichte dort im Sprint den 50. Platz und mit dem Team konnte er Achter werden. Ein Jahr später bei der Junioren-Weltmeisterschaft im slowenischen Kranj konnte er sich im Sprint die Silbermedaille sichern und im Gunderson-Wettbewerb kam er auf den siebten Platz. Mit dem Team konnte er den elften Platz erreichen. Durch diese guten Ergebnisse konnte er sich für die Olympischen Spiele in Turin empfehlen und wurde auch in das Aufgebot für die Olympischen Spiele aufgenommen. Im Sprint belegte er den 19. Platz. Bei dem Heimweltcup in Sapporo gab er sein Debüt im Weltcup der Nordischen Kombination und konnte durch einen Platz in den Weltcuppunkten seine Leistungen bestätigen. In den beiden folgenden Wintern wurde er kaum bis gar nicht im Weltcup eingesetzt. Im heimischen Hakuba  gelangen ihm am 17. und 18. Februar 2008 seine einzigen beiden Podiumsplatzierungen im B-Weltcup, als er sowohl im Massenstart als auch im Sprint den zweiten Platz erreichte.
In der Weltcupsaison 2008/09 konnte Watabe sich langsam im Weltcupteam etablieren und belegt am Ende des Weltcupwinters mit 97 Punkten den 38. Platz gemeinsam mit Georg Hettich belegen. Zudem durfte er an den Nordischen Skiweltmeisterschaften im slowenischen Liberec teilnehmen, wo er mit Yūsuke Minato, Taihei Katō und Norihito Kobayashi im Team die Goldmedaille gewinnen konnte. Damit konnte nach 1993 und 1995 wieder eine japanische Staffel eine Goldmedaille bei einer nordischen Skiweltmeisterschaft gewinnen. In der folgenden Saison 2009/10 konnte Watabe sich im Bezug auf das Vorjahr noch verbessern und belegte schlussendlich im Gesamtweltcup mit 285 Punkten gemeinsam mit David Kreiner den 18. Platz. Beim Sieg von Eric Frenzel in Seefeld am 30. Januar 2010 stand er mit Platz drei zum ersten Mal auf dem Podest. Bei den Olympischen Spielen in Vancouver konnte er im Einzel von der Großschanze den neunten Platz und von Normalschanze den 21. Platz belege. Mit dem Team reichte es nur zum sechsten Platz. Mit den elften Platz im Gesamtweltcup konnte er in der Saison 2010/11 seine Leistungen aus den Vorjahr bestätigen. Bei den nordischen Skiweltmeisterschaften in Oslo sicherte er sich im Einzel von der Normalschanze den fünften Platz und mit dem Team wurde er von der Großschanze Fünfter und von der Normalschanze Sechster.
Akito Watabe gelang in der Saison 2011/12 sein Durchbruch in die Weltspitze. In der Saison konnte er insgesamt vier Einzelrennen gewinnen. Den ersten Sieg in seiner Karriere konnte er am 5. Februar 2012 im Val di Fiemme vor Mikko Kokslien und Bill Demong feiern. Seine weiteren Siege feierte er am 18. Februar 2012 in Klingenthal, am 26. Februar 2012 in Liberec und am 9. März 2012 in Oslo. Weitere viermal lief er auf das Podium. Durch diese Ergebnisse sicherte er sich im Gesamtweltcup den zweiten Platz hinter Jason Lamy Chappuis. In der folgenden Saison konnte er keinen Sieg feiern, aber konnte sich sechsmal eine Podiumsplatzierung sichern und erreichte im Gesamtweltcup den dritten Platz hinter den Sieger Eric Frenzel und den zweiten Jason Lamy Chappuis. Bei den nordischen Skiweltmeisterschaften im Val di Fiemme musste er sich im Einzel von der Großschanze, in der Staffel und im Teamsprint mit den vierten Platz begnügen. Im Einzel von der Normalschanze belegte er den neunten Platz.
In der olympischen Saison konnte Watabe vor Olympia fünfmal einen Platz auf dem Podest bejubeln. Bei den Olympischen Spielen sicherte er sich von der Normalschanze hinter Eric Frenzel die Silbermedaille. Nach den Olympischen Spielen konnte er bei der WM-Generalprobe in Falun den Gundersen-Wettkampf von 15. März 2014 vor Jørgen Graabak und Alessandro Pittin und dadurch seinen fünften Weltcupsieg feiern. Im Gesamtweltcup der Saison 2013/14 sicherte er sich den dritten Platz hinter Eric Frenzel und Johannes Rydzek. Bei den nordischen Skiweltmeisterschaften in Falun belegte er in der Mannschaft und im Teamspringen jeweils den sechsten Platz und im Einzel von der Groß- und Normalschanze jeweils den siebten Platz. Nach den nordischen Skiweltmeisterschaften konnte er seinen sechsten und siebten Weltcupsieg einfahren. Am 6. März 2015 siegte er in Lahti vor Johannes Rydzek und Fabian Rießle und am 14. März 2015 in Oslo vor Johannes Rydzek und Alessandro Pittin. Hinter Eric Frenzel belegte Watabe Platz zwei in der Gesamtwertung der Saison 2014/15. Am 26. Dezember 2015 wurde Watabe erneut japanischer Meister. Auch im Weltcup 2015/16 zählte Watabe weiterhin zur Weltspitze und wurde erneut Zweiter in der Gesamtwertung.
Nachdem Watabe beim letzten Weltcup vor den Weltmeisterschaften 2017 in Lahti seinen ersten Saisonsieg erzielen konnte, ging er als einer der Topfavoriten in Lahti an den Start. Dort errang Watabe mit Silber im Einzelwettbewerb von der Großschanze seine erste WM-Medaille in einem Einzelwettbewerb und konnte darüber hinaus mit seinem Bruder Yoshito Bronze im Teamsprint gewinnen. Beim darauffolgenden Weltcup in Oslo fuhr er seinen neunten Weltcupsieg ein und wurde letztlich Dritter im Gesamtweltcup. Bei den Olympischen Spielen 2018 in Pyeongchang gewann er wie vier Jahre zuvor von der Normalschanze und wieder hinter Eric Frenzel die Silbermedaille.  In der Weltcup-Saison 2017/18 gewann Watabe acht Weltcup-Wettbewerbe und wurde schließlich erstmals Gesamtweltcupsieger.
Seinen zweiten Grand-Prix-Sieg erreichte Watabe beim Gundersen-Wettkampf von der Großschanze in Oberstdorf im August 2018. Diese Platzierung konnte er zwar im Winter nie erreichen, gehörte aber dennoch konstant zur Weltspitze, sodass er in der Gesamtwertung der Saison 2018/19 nach fünf Podiumsplätzen den zweiten Rang hinter Jarl Magnus Riiber, womit er zum achten Mal in Folge auf dem Podest des Gesamtweltcups stand. Bei den Weltmeisterschaften 2019 in Seefeld verpasste Watabe zwar sowohl im Team als auch im Teamsprint als Vierter knapp die Medaillenränge, konnte jedoch beim Einzel von der Normalschanze Bronze holen.

## Erfolge

### Weltcupsiege im Einzel
| Nr. | Datum             | Ort           | Disziplin   |
| --- | ----------------- | ------------- | ----------- |
| 01. | 5. Februar 2012   | Val di Fiemme | Gundersen   |
| 02. | 18. Februar 2012  | Klingenthal   | Gundersen   |
| 03. | 26. Februar 2012  | Liberec       | Gundersen   |
| 04. | 9. März 2012      | Oslo          | Gundersen   |
| 05. | 15. März 2014     | Falun         | Gundersen   |
| 06. | 6. März 2015      | Lahti         | Gundersen   |
| 07. | 14. März 2015     | Oslo          | Gundersen   |
| 08. | 11. Februar 2017  | Sapporo       | Gundersen   |
| 09. | 11. März 2017     | Oslo          | Gundersen   |
| 10. | 25. November 2017 | Ruka          | Gundersen   |
| 11. | 26. Januar 2018   | Seefeld       | Gundersen 1 |
| 12. | 27. Januar 2018   | Seefeld       | Gundersen 1 |
| 13. | 28. Januar 2018   | Seefeld       | Gundersen 2 |
| 14. | 3. Februar 2018   | Hakuba        | Gundersen   |
| 15. | 10. März 2018     | Oslo          | Gundersen   |
| 16. | 24. März 2018     | Schonach      | Gundersen   |
| 17. | 25. März 2018     | Schonach      | Gundersen   |
| 18. | 1. März 2020      | Lahti         | Gundersen   |
| 19. | 24. Januar 2021   | Lahti         | Gundersen   |

### Grand-Prix-Siege im Einzel
| Nr. | Datum           | Ort            | Disziplin |
| --- | --------------- | -------------- | --------- |
| 01. | 25. August 2013 | Oberwiesenthal | Gundersen |
| 02. | 25. August 2018 | Oberstdorf     | Gundersen |
| 03. | 25. August 2019 | Oberwiesenthal | Gundersen |

## Statistik

### Platzierungen bei Olympischen Winterspielen
| Jahr und Ort     | Wettbewerb   | Wettbewerb | Wettbewerb   | Wettbewerb |
| Jahr und Ort     | Gundersen NS | Sprint     | Gundersen GS | Team       |
| ---------------- | ------------ | ---------- | ------------ | ---------- |
| 2006 Turin       | —            | 19.        | —            | —          |
| 2010 Vancouver   | 21.          | —          | 09.          | 06.        |
| 2014 Sotschi     | 02.          | —          | 06.          | 05.        |
| 2018 Pyeongchang | 02.          | —          | 05.          | 04.        |
| 2022 Peking      | 07.          | —          | 03.          | 03.        |

### Platzierungen bei Weltmeisterschaften
| Jahr und Ort       | Wettbewerb | Wettbewerb | Wettbewerb   | Wettbewerb  | Wettbewerb | Wettbewerb | Wettbewerb | Wettbewerb |
| Jahr und Ort       | Einzel NS  | Sprint     | Gundersen GS | Massenstart | Team NS    | Team GS    | Teamsprint | Mixed NS   |
| ------------------ | ---------- | ---------- | ------------ | ----------- | ---------- | ---------- | ---------- | ---------- |
| 2007 Sapporo       | 35.        | 31.        | —            | —           | —          | 08.        | —          | —          |
| 2009 Liberec       | 33.        | —          | —            | —           | —          | 01.        | —          | —          |
| 2011 Oslo          | 05.        | —          | 13.          | —           | 05.        | 05.        | —          | —          |
| 2013 Val di Fiemme | 09.        | —          | 04.          | —           | 04.        | —          | 04.        | —          |
| 2015 Falun         | 06.        | —          | 07.          | —           | 06.        | —          | 06.        | —          |
| 2017 Lahti         | 05.        | —          | 02.          | —           | 04.        | —          | 03.        | —          |
| 2019 Seefeld       | 03.        | —          | 06.          | —           | 04.        | —          | 04.        | —          |
| 2021 Oberstdorf    | 05.        | —          | 03.          | —           | 04.        | —          | 04.        | —          |
| 2023 Planica       | 15.        | —          | 18.          | —           | —          | —          | —          | 05.        |
| 2025 Trondheim     | 13.        | —          | 21.          | —           | —          | 05.        | —          | 04.        |

### Weltcup-Platzierungen
| Saison  | Platz | Punkte |
| ------- | ----- | ------ |
| 2005/06 | 47.   | 061    |
| 2008/09 | 38.   | 097    |
| 2009/10 | 18.   | 0285   |
| 2010/11 | 11.   | 0315   |
| 2011/12 | 02.   | 1238   |
| 2012/13 | 03.   | 0721   |
| 2013/14 | 03.   | 0730   |
| 2014/15 | 02.   | 0777   |
| 2015/16 | 02.   | 1070   |
| 2016/17 | 03.   | 1086   |
| 2017/18 | 01.   | 1495   |
| 2018/19 | 02.   | 0893   |
| 2019/20 | 09.   | 0449   |
| 2020/21 | 03.   | 0757   |
| 2021/22 | 11.   | 0528   |
| 2022/23 | 30.   | 0114   |

### Grand-Prix-Platzierungen
| Saison | Platz | Punkte |
| ------ | ----- | ------ |
| 2009   | 47.   | 0006   |
| 2012   | 02.   | 0269   |
| 2013   | 01.   | 0290   |
| 2015   | 03.   | 0236   |
| 2017   | 07.   | 0181   |
| 2018   | 05.   | 0184   |
| 2019   | 04.   | 0278   |

### B-Weltcup-Platzierungen
| Saison  | Platz | Punkte |
| ------- | ----- | ------ |
| 2005/06 | 24.   | 0176   |
| 2006/07 | 48.   | 0048   |
| 2007/08 | 05.   | 0474   |

## Privates
Akito Watabes jüngere Bruder Yoshito ist ebenfalls Nordischer Kombinierer im Weltcup. Watabe lebt in der japanischen Stadt Tokorozawa. Im November 2020 wurde Watabe Vater, doch konnte er das Kind erst Ende März 2021 zum ersten Mal sehen, da er sich von November an in der Corona-Bubble in Europa befunden hatte.